# Fong Sai-yuk (filme)
Fong Sai-yuk (chinês: 方世玉; pinyin: Fāng Shì Yù, no Brasil: A Última Luta ou A Saga de Um Herói), também conhecido como é um filme de ação e comédia de Hong Kong de 1993, dirigido por Corey Yuen e produzido por Jet Li, que também estrela como o herói popular chinês Fong Sai-yuk. O filme conta ainda com Josephine Siao, Vincent Zhao e Michelle Reis no elenco. Ele recebeu críticas positivas, com destaque para a atuação de Josephine Siao e a coreografia das cenas de ação. O filme ganhou o Prêmio de Melhor Coreografia de Ação no Hong Kong Film Award e no Golden Horse Award. Uma sequência, Fong Sai-yuk II, foi lançada no mesmo ano de 1993.
A trama acompanha Fong Sai-yuk (Li), um jovem artista marcial de Cantão que participa de um torneio de artes marciais para conquistar a mão de uma bela mulher chamada Ting-ting (Reis), mas acaba se envolvendo em uma conspiração política envolvendo a Sociedade da Flor Vermelha, uma organização secreta que busca derrubar a dinastia Qing, liderada pelo Governador dos Nove Portões (Zhao).

## Enredo
O ousado e ambicioso Fong Sai-yuk conhece a bela Lui Ting-ting durante uma competição de atletismo e se apaixona por ela. Ting-ting é filha de Tiger Lui, um valentão de temperamento explosivo. Lui organiza uma competição de artes marciais para que pretendentes lutem pela mão de sua filha em casamento. O competidor deve derrotar a esposa de Lui, Siu-wan, para vencer. Fong entra na competição a pedido dos amigos e derrota Siu-wan. Ele vislumbra sua futura esposa, que na verdade é uma serva substituindo Ting-ting, desaparecida durante o torneio. Fong decide desistir da luta e vai embora.
A mãe de Fong, Miu Tsui-fa, entra disfarçada de homem na competição para ajudar o filho a recuperar seu orgulho. Ela derrota Siu-wan ao derrubá-la do andaime, mas a segura ao cair, e as duas aterrissam em segurança. Após esse momento íntimo, Siu-wan se sente romanticamente atraída por Miu, sem saber que Miu é, na verdade, uma mulher disfarçada. Lui então obriga Miu a se casar com sua filha. Para evitar constrangimentos à mãe, Fong se casa com Ting-ting em nome de seu “irmão” (a mãe disfarçada), e acaba confinado na casa de seu sogro. Ele não sabe que sua noiva é, de fato, a mulher que ama, e os dois acabam brigando no escuro, até que finalmente descobrem as identidades um do outro.
Miu consegue convencer Lui a deixar seu filho voltar para casa. Nesse momento, o pai de Fong, Fong Tak, retorna de uma viagem. Fong descobre que seu pai é membro da Sociedade da Flor Vermelha, uma organização secreta que luta contra a dinastia Qing. Durante uma reunião com membros da sociedade, eles são emboscados pelo Governador dos Nove Portões e seus soldados. O Governador exige que Fong Tak entregue a lista de membros da sociedade, mas ele se recusa. Nesse momento, Fong Sai-yuk e sua mãe aparecem, e Fong enfrenta o Governador, ganhando tempo para que seus pais escapem.
Fong e seus pais se escondem na casa de seus sogros, mas o Governador vai até lá e os reconhece. Na luta que se segue, Fong Tak é capturado, enquanto Siu-wan morre baleada. O Governador encena uma execução pública de Fong Tak para atrair Fong Sai-yuk para uma armadilha. Fong mente para sua mãe, dizendo que o pai já foi resgatado, e decide salvar o pai sozinho. Ele tenta invadir o local de execução e luta com o Governador para salvá-lo. No momento crucial, Miu aparece com os membros da Sociedade da Flor Vermelha e seu líder, Chan Ka-lok. Juntos, eles derrotam o Governador e seus homens, conseguindo libertar Fong Tak. No final, Fong Sai-yuk se torna afilhado de Chan e parte em missão com seu padrinho, cavalgando em direção ao horizonte.
Elenco
Jet Li (na foto) interpretou Fong Sai-yuk e produziu o filme.
- Jet Li como Fong Sai-yuk
- Josephine Siao como Miu Tsui-fa
- Vincent Zhao como o Governador dos Nove Portões
- Michelle Reis como Lui Ting-ting
- Paul Chu como Fong Tak
- Sibelle Hu como Siu-wan
- Chen Sung-young como Lui Lo-fu (Tiger Lui)
- Adam Cheng como Chan Ka-lok

## Lançamento
Fong Sai-yuk foi um sucesso de bilheteria em Hong Kong, arrecadando HK$ 30.666.842. Nas Filipinas, o filme foi lançado como The Prodigal Fighter pela Viking Films em 2 de dezembro de 1993. Uma sequência, Fong Sai-yuk II, saiu no mesmo ano.

## Mídia doméstica
No Reino Unido, o filme (lançado como Jet Li's The Legend) foi assistido por 1 milhão de espectadores na televisão em 2004, tornando-se o décimo filme em língua estrangeira mais assistido do ano (ficando atrás de nove outros filmes de ação de Hong Kong). Fong Sai-yuk II (lançado como The Legend II) atraiu 1,5 milhão de espectadores britânicos no mesmo ano, totalizando 2,5 milhões de espectadores para os dois filmes em 2004.

## Recepção
Em Hong Kong, Corey Yuen e Yuen Tak ganharam o Prêmio de Melhor Coreografia de Ação no 13º Hong Kong Film Awards. Josephine Siao e Cheung Yiu-chung foram indicados para Melhor Atriz e Melhor Edição, respectivamente. No Golden Horse Awards de 1993, Peter Cheung ganhou o prêmio de Melhor Edição, enquanto Corey Yuen e Yuen Tak venceram a categoria de Melhor Coreografia de Ação.
O filme recebeu uma crítica positiva do Time Out London, que chamou o roteiro de “remendado”, mas elogiou a atuação de Josephine Siao, dizendo que era “o ponto culminante de três décadas de excelente trabalho no cinema de Hong Kong”. O Austin Chronicle destacou a coreografia de luta como “as cenas de luta mais de tirar o fôlego vistas em anos”, além de elogiar as personagens femininas, chamando-as de “uma mudança revigorante em comparação com anos passados, quando as mulheres eram frequentemente usadas como estereótipos ou donzelas em perigo”. A TV Guide deu quatro estrelas ao filme, elogiando tanto Siao quanto Jet Li, e a direção de Corey Yuen, dizendo: “é surpreendente ver que o diretor também comandou a ridícula festa de kung fu americana No Retreat, No Surrender (1986), estreia de Jean-Claude Van Damme; em sua terra natal, ele se mostra um cineasta de habilidade e estilo inigualáveis”.
Em 2014, a Time Out entrevistou críticos de cinema, diretores, atores e dublês para listar os melhores filmes de ação. Fong Sai-yuk apareceu em 84º lugar nessa lista, com o título The Legend.